# Gunung Bateemeutaku
Gunung Bateemeutaku är en kulle i Indonesien.   Den ligger i provinsen Aceh, i den västra delen av landet, 1 600 km nordväst om huvudstaden Jakarta. Toppen på Gunung Bateemeutaku är 175 meter över havet.
Terrängen runt Gunung Bateemeutaku är kuperad åt nordost, men åt sydväst är den platt. Havet är nära Gunung Bateemeutaku åt sydväst.Runt Gunung Bateemeutaku är det ganska glesbefolkat, med 35 invånare per kvadratkilometer. I omgivningarna runt Gunung Bateemeutaku växer i huvudsak städsegrön lövskog.